# Botha (Canada)
Botha is een plaats in de Canadese provincie Alberta en telt 185 inwoners (2006).